# Гвинтівка Педерсена
Гвинтівка Педерсена, офіційна назва гвинтівка T1E3, американська самозарядна гвинтівка розроблена Джоном Педерсеном, яку випустили в невеликій кількості для випробувань в армії США протягом 1920-х років для програми з стандартизації та прийняття на озброєння гвинтівки на заміну Springfield M1903.
Хоча гвинтівку Педерсена вважали найбільш вірогідним кандидатом для стандартизації та прийняття на озброєння, було обрано гвинтівку .30 калібру M1 Garand.

## Історія
Армія США проявила зацікавленість до ідеї самозарядної гвинтівки перед Першою світовою війною. Бойовий досвід тієї війни дав зрозуміти два загальні моменти: що стандартний гвинтівковий набій.30-06 є занад-то потужним на відстанях (500 ярдів або менше) на яких зазвичай веде бій піхота і, що гвинтівкам з ковзними затворами, такі як M1903 Springfield було недостатньо вогневої потужності та здатності вражати другим пострілом. У артилерійсько-технічного управління армії США не було проблем з отриманням проектів та прототипів зброї від винахідників, і воно прагнуло полегшити їхню роботу, поставляючи стволи та інше обладнання, яке винахідники, ймовірно, не могли виготовити. Тим не менш, такий традиційний спосіб розробки нової зброї надто часто приводив до того, що потенційно варті проекти виходили з процесу випробувань через відсутність інженерних навичок та досвіду як на етапах проектування, так і на етапах виробництва.
Випробування на початку 1920-х років привели до того, що артилерійсько-технічне бюро обрало три конструкції - гвинтівку Бенга, автоматичну гвинтівку Томпсона та гвинтівку Garand Model 1919 - як перспективні кандидати. Проте, всі конструкції три конструкції мали великий тиск та створювали велику кількість тепла через набій .30-06, а тому були надто важкими та занадто схильними до перегріву. Випробування невеликої кількості "мілітаризованих" самозарядних гвинтівок під набій .25 Remington незважаючи на їх непридатність до використання в бою, це дозволило накопичити практичний досвід з використання самозарядних гвинтівок і зрозуміти, що використання менш потужних набоїв може стати важливою частиною успішної розробки самозарядної зброї.

## Пропозиції
У цей момент Джон Дуглас Педерсен зробив пропозицію армійському артилерійсько-технічному бюро, яка мала глибокий вплив на розробку службової самозарядної гвинтівки. По суті, він запропонував розробити гвинтівку ударно-спусковий механізм якої не використовував в своїй роботі енергію відбою (така зброя мала б значний відбій та збільшену неточність, оскільки ствол рухався б разом з гвинтівкою), а також не використовувала б відведення порохових газів (що зробило б зброю складною, важкою і потенційно надало б зброї небажаних характеристик). Крім того він запропонував розробити новий набій в калібрах від .256 до .276 (від 6,5 мм до 7 мм), менш потужний ніж набій .30-06 і ефективний на відстані до 273 метрів. Педерсен вам хорошу репутацію як розробника вогнепальної зброї, так і виробничого інженера в компанії Remington Arms. Працюючи в компанії Remington він розробив чотири визначних комерційних зразки зброї. Під час Першої світової війни він також розробив пристрій Педерсена. Цей пристрій повинен був перетворити в польових умовах гвинтівки Springfield та M1917 Enfield на самозарядні з використанням пістолетного набою.
Артилерійсько-технічне бюро настільки вражене пропозицією, що в 1923 році надало Педерсену грант на оренду офісного приміщення, бюджет для проекту, річну зарплатню та компенсацію через його звільнення з компанії Remington, а також право патентувати свою роботу та отримувати роялті від уряду США, якщо його гвинтівку приймуть на озброєння.

## Розробка гвинтівки та набою
Педерсен розпочав роботу в 1924 році сфокусувавши свої зусилля над набоєм. Зрештою стандартним став набій .276 Pedersen (7 x 51 мм), який почали випускати на Франкфордському арсеналі. Набій був на 1⁄2 дюйм (13 мм) коротший за набій .30-06, на чверть легший, створював на третину менше тепла і мав приблизно в половину меншу енергію відбою. Незважаючи, що набій був менший, траєкторію він мав таку саму як і набій .30-06, з дуловою швидкістю в 792 м/с. Серед недоліків конструкції були зменшена трасуюча продуктивність, гіршу бронепробійність, а також очікувані логістичні проблеми, які були пов'язані з тим, що набій .30-06 продовжили використовувати в кулеметах. Але набій зробив можливим створення легшої самозарядної гвинтівки.
На початку 1926 року Педерсен розробив та виробив прототип гвинтівки. Він дослідив армійську тактику та оперативні концепції та розробив інструменти для виробництва деталей як невід'ємну частину проектування самих частин зброї. Таке застосування надійних досліджень та розробок справило дуже сильне враження на армійський персонал, коли гвинтівка була представлена для огляду та випробувань. Гвинтівка була суцільною, добре обробленою зброєю довжиною 112 см, вагою 3,6 кг. Для заряджання використовували десятизарядну пачку, систему якій тоді надавали перевагу. Гвинтівка Педерсена мала складні шарнірно-важільну систему, як в пістолеті Parabellum P.08, але покращену за рахунок уповільненого вільного затвора. Ця система була простою, не крихкою без сильного відбою, важила менше за систему відведення порохових газів та була не такою складною (наприклад, як автоматична гвинтівка Browning). Для полегшення екстракції гільзи були вкриті мінеральним воском. Віск утворював тонку плівку, яка була “тверда, міцна і не липка”. Вощені гільзи вирішували проблему екстракції, але ускладнювали прийняття гвинтівки Педерсена на озброєння, оскільки чиновники побоювалися, що до воску буде липнути бруд, який спричинить зброї в роботі УСМ.

## Випробування та оцінювання

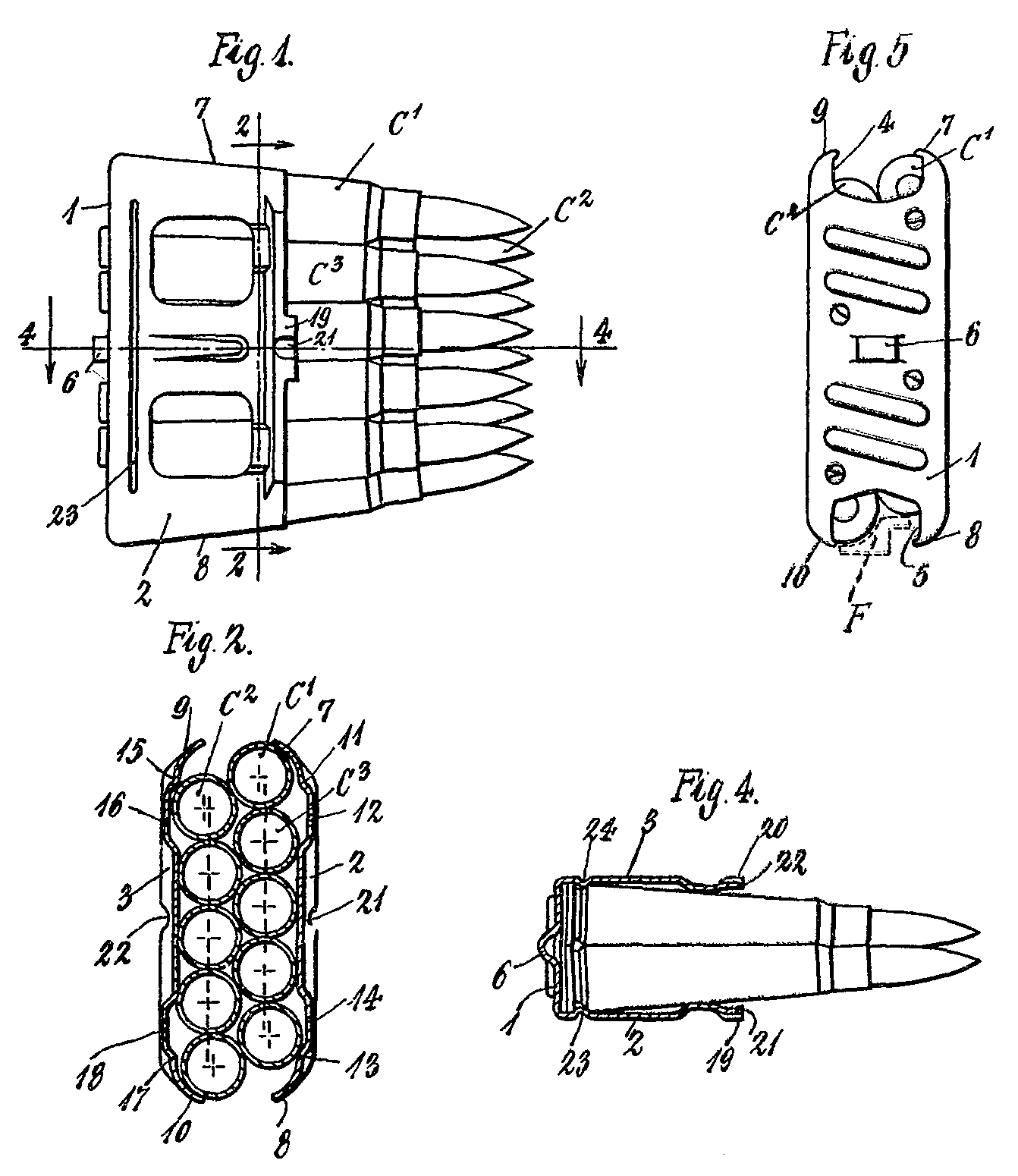
Обойма на 10 набоїв .276 Pedersen. Зображення з патенту Педерсена.

В лютому 1926 року нову гвинтівку та набої було випробувано в присутності командувачів армії та кавалерії. Результати були “дуже сприятливими”. 20 травня 1926 року було дозволено виробити 20 гвинтівок та 5 карабінів. Після випробувань оновлених версій гвинтівок Томпсона та Гаранда, в червні 1926 року Піхотна рада рекомендувала продовжити випробування всіх трьох гвинтівок, але відмітила в рапорті, що найбільш доопрацьованою є гвинтівка Педерсена.
У квітні 1928 року від Піхотної ради надійшов рапорт про випробування T1E3, який однозначно схвалював гвинтівку. Рада закликала прийняти на озброєння гвинтівку T1E3, замінивши нею гвинтівки Model 1903 Springfield та Browning Automatic Rifle. Кавалерійська рада також позитивно відгукувалася про випробування гвинтівки T1E3. На солдат які використовували гвинтівку Спрінгфілда впливали сильний відбій та ручне перезаряджання, а тому вони були сильно вражені середнім відбоєм та самозарядною роботою УСМ гвинтівки T1. Через проблеми з автоматикою Джон Гаранд також перестав працювати над самозарядною гвинтівкою під набій .30-06 і сфокусував увагу над самозарядною гвинтівкою під набій .276.
Сумніви, що до ефективності убивчої сили набою .276 були настільки сильними, що в червні та липні 1928 року було проведено розширені випробування “Свиною радою” (таку назву випробування отримали оскільки тести проводили на приспаних свинях). Рада виявила, що всі три набої (.256, .276 та .30) мають вражаючу дію на відстані в 1100 метрів. На відстані в 273 метри куля найменшого калібру .256 caliber нанесла "найважчі рани всім частинам тварини." На відстані 446 метрів у всіх трьох набоїв були схожі результати. Жодних переконливих зауважень проти набою Педерсена не було.

## Подальші випробування та остаточне рішення
У липні 1928 року Воєнне міністерство створило Раду з самозарядної гвинтівки для армії, флота та корпусу морської піхоти для подальших випробувань та оцінювання наявних і нових зразків гвинтівок з метою стандартизації найбільш придатної конструкції. На відміну від попередніх Рад, ця повинна була існувати три роки і провести три серії випробувань. Ця Рада показала стійку зацікавленість в розробці самозарядної гвинтівки під набій .30-'06, але в той самий час вона визнавала потенційну ефективність набою .276 на відстані до 450 метрів і можливість створити відносно легкі гвинтівки на базі цього набою. Рада фактично підтримала бажання армії прийняти на озброєння набій .276. Разом з гвинтівкою T1E3 (яка вже була захищена патентом U.S. Patent 1 737 974), на випробування було представлено сім гвинтівок. Одна з цих гвинтівок була Джона Гаранда з відведення порохових газів під набій .276 під назвою T3, яка мала 10-зарядний магазин, який заряджали симетричною пачкою.

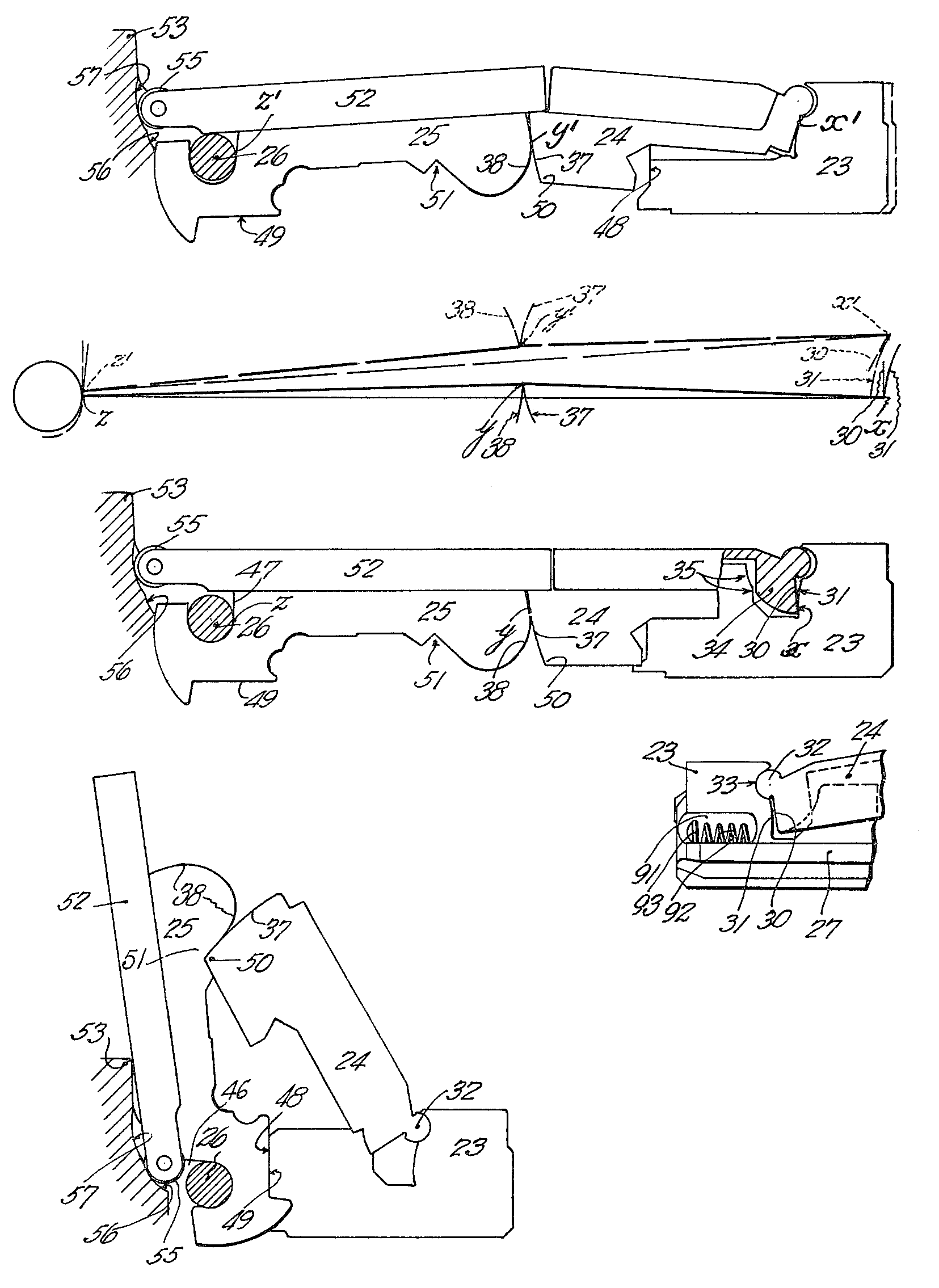
Вільний шарнірно-важельний затвор Педерсена. Зображення з патенту Педерсена.

У серпні 1929 року було представлено заключення про випробування, де Рада надала перевагу гвинтівкам T1E3 та T3. В обох гвинтівки мали багато несправностей, але T3 мала перевагу над T1E3. Специфічними дефектами T1E3 були: збій затворного механізму при закритті, осічки, блокування затворного механізму (збій живлення), а також поломки кривошипу та шептала. Рада рекомендувала випуск 20 гвинтівок T3 для службових випробувань та додатково рекомендувала розробити версію під набій .30-'06 для оцінювання.
Цього разу убойну силу набою на собі випробовувала “Козяча рада”, стріляли по приспаним козам та ретельно вимірювали вхідні та вихідні швидкості. Проте, результати випробувань знов не продемонстрували переваги набою .30 калібру на звичайних бойових відстанях.
1931 року піхота випробувала гвинтівку T1E3 та двадцять гвинтівок T3E2. Піхотна рада зазначила ефективну вогневу силу і простоту конструкції T3E2 (T3E2 мала 60 деталей, в той час як T1E3 мала 99 деталей). Ця Рада, яка за три роки до цього рекомендувала взяти на озброєння T1, надала перевагу T3E2, а от серед набоїв перевагу надавали все ще набою .276. Проте, командувач піхоти наполіг на використанні набою .30 калібру.
Було швидко зроблено гвинтівку Гаранда .30-'06 (по суті збільшена T3E2) і, під заплутаним позначенням T1E1, було протестовано разом з T3E2 та Педерсен T1E3 протягом решти 1931 року. Рада самозарядної гвинтівки тепер демонструвала помітно критичне ставлення до гвинтівки T1E3. Рада виявила недоліки в потребі змащувати набій, поганому натисканні на спусковий гачок та ламання затворного механізму у верхній точці. Більш суттєва скарга стосувалася відкритості затвора під час повного відкриття — Рада звернула увагу на вразливість гвинтівки до забруднення в такому положенні. Також Рада звітувала про передчасні спуски (повідомляли, що Гаранд T3E2 міг пробити капсуль бойком, але у нього не було передчасних спусків).
Зрештою, проблеми з фінансуванням змусили ухвалити рішення. Зіткнувшись із можливою втратою коштів, які вже виділив Конгрес, Рада зібралася ще раз у січні 1932 року і вирішила рекомендувати схвалення T3E2 (.276 Garand) для обмежених закупівель армією та продовжити розробку T1E1 (.30-'06 Garand). Отже, гвинтівку Педерсена фактично виключили з розгляду. Через чотири роки покращена версія T1E1 була прийнята на озброєння під назвою M1.
Поки Springfield Armory створювала та вдосконалювала гвинтівку Гаранда, Педерсен продовжив роботу над іншою гвинтівкою. Він розробив модель .30 калібру зі звичайним газовідвідним поршнем та системою робочих стрижнів з кількох частин. Він боровся за те, щоб армія США випробувала гвинтівку напередодні Другої світової війни. Саме в той час було виявлено серйозні проблему з гвинтівкою Гаранда і виник ряд питань. Педерсен та Мелвін Джонсон, молодший намагалися отримати вигоду з цих проблем. Якщо подивитися на серійні номер, то було розроблено до 12 прототипів гвинтівки Педерсена з відведення газів. Один екземпляр модель G-Y знаходиться в музеї Springfield Armory.

## Іноземний інтерес
Розголос про розгляд питання прийняття на озброєння армії США гвинтівки Педерсена, викликав схожу зацікавленість до гвинтівки з збоку Великої Британії. В 193 році Педерсен поїхав до Великої Британії, щоб контролювати оснащення виробничих потужностей Vickers-Armstrong для виробництва гвинтівки для випробувань британським урядом, а також для продажу в інші країни. В 1932 році у Великій Британії провели тестування гвинтівки разом з іншими прототипами самозарядних гвинтівок, але вирішили нічого не робити. Vickers випускали гвинтівку невеликими партіями паралельно вдосконалюючи конструкцію. В березні 2008 року аукціонний дім Джеймс Д. Джулія виставили на продаж гвинтівки Vickers-Pedersen під набій .276 з серійним номером 95 та вигнуту обойму симетричної конструкції (можна вставляти в магазин будь-якою стороною). Форма прикладу відрізняється від гвинтівок виробництва Springfield Armory, але в іншому гвинтівка схожа на американські T1E3, а отже мають зміни конструкції зазначені в патенті U.S. Patent 1 866 722, щоб зробити гвинтівку модульною для простіших розбірки та обслуговування.

### Японський Педерсен
Є свідчення, що потім Педерсен відправився до Японії, щоб зацікавити імперську армію Японії. Ця подія призвела до появи 12 гвинтівок та 12 для тестування в 1935 році, проект було закрито в 1936 році. Цю зброю, очевидно, виробили для використання стандартного японського набою 6,5 мм, а також в конструкцію було внесено зміни, які кардинально змінили зовнішній вигляд гвинтівки в порівнянні з гвинтівкою T1E3. Найпомітнішою відмінністю став магазин золотникового типу Шоенауер, який утворював дуже виражену опуклість на ложі прямо перед спусковою скобою. Також особливістю є важіль запобіжника на ствольній коробці та напрямна скоби знімача на передній частині затворного блоку. Вентильована дерев'яна цівка повністю закриває ствол, хоча фурнітура прикладу більш схожа на фурнітуру гвинтівки Type 99, ніж у стандартної Type 38. Приціли зміщені вліво, хоча інколи при роботі затворний блок перекриває лінію прицілу. Шарнірний штифт також зроблений знімним. Повідомляється, що японська армія насправді не усвідомлювала важливість змащування гільзи для цієї гвинтівки, тому при випробуванні гвинтівки ніколи не працювали задовільно.  Нещодавно версія карабіна з серійним номером 5 була ретельно описана.  Фотографія розібраної в польових умовах гвинтівки або карабіну, яку, ймовірно, знайшли в Японії наприкінці Другої світової війни, була представлена в книзі Гетчера The Book of the Garand, а також в кількох інших книгах. 

## Спадщина
Хоча гвинтівка Педерсена так і не була прийнята на озброєння армії США, вона помітно вплинула на процес вибору остаточного переможця — гвинтівки M1 Garand. Робота Джона Педерсена над створенням і вдосконаленням його гвинтівки була послідовним процесом досліджень і розробок, який значно підняв планку для тих, хто намагався отримати відгук від артилерійсько-технічної служби стосовно своїх розробок. Показово, що єдиним серйозним конкурентом гвинтівки Педерсена зрештою була гвинтівка, яку створив Джон К. Гаранд, який як і Педерсен, був талановитим конструктором та інженером, що добре знався на особливостях виробничого оснащення.
Початковий успіх та остаточна невдача гвинтівки Педерсена іноді інтерпретувалися, як просто результат упередженого чи надмірно консервативного прийняття рішень перед технологічними інноваціями.  Однак у історичних записах мало, що підтверджує такі інтерпретації. Простіше кажучи, гвинтівка Педерсена мала недоліки. Гвинтівка була складною, тому побоювання з приводу масового виробництва відповідно до суворих стандартів взаємозамінності деталей були цілком обґрунтованими. Проблеми, які було виявлено в ході армійських випробувань, були серйозними та притаманними конструкції. Звичайно, побоювання, висловлені Радою з самозарядних гвинтівок щодо вразливості ударно-спускового механізму до піску та бруду, коли він знаходиться у відкритому положенні, були цілком реальними. Однак те, що гвинтівка справді змогла продемонструвати, то це те, що самозарядна бойова гвинтівка була реальною одиницею. Початковий ентузіазм Піхотної ради з приводу використання цієї гвинтівки, безумовно, є вагомим доказом у цьому плані. Упередженість видно в негативному відношенні до того, що було новим аспектом розробки гвинтівки: змащуванні гільз за допомогою сухого воску. 
Деякі автори стверджують, що ідея використання гвинтівки Педерсена була знищена рішенням начальника штабу Дугласа Макартура з вимогою використовувати в самозарядній гвинтівці набій калібру .30-06. Проте, немає записів, які підтверджують це рішення. Проект гвинтівки Педерсена відхилили за місяць до того як Макартур висловився з цього приводу, в той момент коли гвинтівка Гаранда під набій .276 T3E2 була визнана переможцем і була готова початкового виробництва. Задокументовано лише вето Макартура на використання набою .276 Педерсена в гвинтівці Гаранда.

## Опис та робота автоматики
Гвинтівка Педерсена T1E3 була розроблена в двох версіях: піхотна гвинтівка зі стволом довжиною 24 дюйми, з прикладом повної довжини з типу M1903, з загальною довжиною 44 дюйми (зроблено 20 штук) та кавалерійський карабін зі стволом довжиною 21 дюйм та напів-прикладом, як у кавалерійського карабіна Krag-Jørgensen (зроблено 5 штук). Не відому кількість піхотних гвинтівок в Британії випустила компанія Vickers-Armstrong.  Запланована вага піхотної гвинтівки становила 8 фунтів, 2 унції; вага гвинтівки яку випробувала Піхотна раза становила 9 фунтів, 2 унції. Горіхова ложа мала напів-пістолетне руків'я досить неглибокого контуру та яскраво виражений виступ у приклада з довгим упором для щоки на верхній частині.  Вентильована металева цівка закривала ствол лише між ствольною коробкою та нижньою планкою. Під цівкою товстіша частина стволу з 12 спіральними канавками, вочевидь вся конструкція повинна була відводити тепло та забезпечувати ефективне повітряне охолодження. (Металеву цівку критикували під час випробувань, оскільки вона сильно грілася, навіть при середньому темпі ведення вогню; відсутність рівномірного покриття стволу деревом було визнано причиною проблем з кучністю через нерівномірне нагрівання стволу). Вбудований магазин на десять патронів мав сталевий нижній корпус, який виступав під нижньою частиною ложа приблизно на один дюйм попереду звичайної фрезерованої сталевої спускової скоби; цей корпус магазина мав плавні та характерні контури, які відображали як форми частин механізму подачі, так і очевидну турботу конструктора про зручність використання та безпеку солдата. Мушка була відкритою мушкою гвинтівки M1903, цілик було встановлено у крайній задній частині ствольної коробки, то був оригінальний захищений цілик у вигляді щілини з регулюванням по висоті та за вітром. Ствольна коробка була відкрита між ствольним кільцем та кріпленням цілика. Коротке пласке руків'я керування шарнірно-важільним затвором виступало вправо з передньої частини кривошипа (сама задня частина затвора).
Шарнірно-важільний затвор складався з трьох частин. З передньої до задньої частини:
1. Головка затвора - ця частина підтримувала донце набою.
2. Тіло затвора - зв'язувало першу та третю частини затвора.
3. Кривошип - закріплений до задньої частини ствольної коробки шарнірним штифтом.

Автоматика гвинтівки Педерсена була зроблена на основі сповільненого вільного затвора: енергія від пострілу штовхала затвор назад, але механічні важелі УСМ затримували відкривання затвора, що давало тиску в стволі впасти до безпечного рівня. Це було зроблено за допомогою опорної поверхні зробленою на передньому кінці кривошипу. Оскільки донце гільзи тиснуло на головку затвора і штовхало його назад (відповідно до контактних поверхонь в ствольній коробці), головка тиснула на тіло, а тіло тиснуло на кривошип. Кривошип мав контактні поверхні на задньому кінці, які передавали тиск на відповідні поверхні в задній частині ствольної коробки, таким чином знижуючи надмірну напругу з шарнірного штифта.  Оскільки задня поверхня тіла продовжувала тиснути на опорну поверхню передньої частини кривошипу, важіль змушував кривошип рухатися вгору під кутом приблизно 95 градусів від горизонталі в точці опори, утвореній його прикріпленням до задньої частини ствольної коробки шарнірним штифтом.  Робота затворного блоку була схожа на роботу УСМ пістолета Люгера, але на відміну від пістолета механізм Педерсена не замикався механічно. Принцип роботи автоматики був такий самий, що і у кулемета Model 07/12 Schwarzlose, який використовувала Австро-Угорщина під час Першої світової війни.
Як і інша зброя зі сповільненим вільним затвором, гвинтівка Педерсена повинна була мати певні засоби для запобігання застряганню гільз в каморі через відносно великий тиск у казенній частині та робочу швидкість в момент екстракції. Саме для цього конструктор застосував технологію змащування гільз, що з конусністю, сприяла високому ступеню надійності, зазначеному в усіх армійських випробуваннях. Використання не змащених набоїв (навмисно зроблено принаймні в одному тесті) призвело до збою в роботі автоматики.
Починаючи з незарядженої гвинтівки та закритого затвора, цикл заряджання та роботи буде наступним.
1. Утримуючи руків'я управління правою рукою, стрілець повинен був потягнути кривошип догори та назад до досягнення вертикального положення, в якому відкритий пристрій зчіпляється з головкою затворного блоку. При цьому зворотна пружина затвора, розташована в кривошипі, повністю стискається.
2. В магазин вставляють асиметричну дворядну обойму, повністю вставлену обойму отримує засувки.  (Примітка: цю обойму, як і обойму австрійської гвинтівки Модель 95, можна вставити лише однією стороною, що може викликати плутанину під час бою). Розрядити магазин (за потреби) можна відкривши затворний механізм, потім штовхнути спусковий гачок вперед з нейтрального положення, обойму і набої, що залишилися, будуть викинуті вперед.
3. Злегка потягнувши назад руків'я управління, стрілець звільнить головку затворного блоку, шарнірно-важільний механізм розпрямиться під тиском зворотної пружини, штовхаючи вперед затворний блок, який при цьому підхоплює верхній набій з обойми, при цьому в канавку на донці гільзи входить зуб екстрактора. Екстрактор і пружний ежектор плунжерного типу були вбудовані в головку затвора. Якщо з гвинтівки не потрібно було негайно стріляти, підпружинений вузол ударника (розміщений у головці та корпусі затвора) можна було заблокувати, натиснувши справа наліво запобіжник поперечного затвора, розташований у корпусі затвора. Це також заблокує механізм затвора, щоб його неможливо було відкрити. (Звіти про армійські випробування визначили запобіжник і ударно-спусковий механізм як слабкі місця гвинтівки Т1: запобіжник при включенні не дозволяв розрядити заряджений патронник і не блокував спусковий механізм; запобіжник також був схильний до пошкоджень. Повідомлялося, що ударник застрягав в деяких випадках, що призводило до випадкових пострілів).
4. Коли гвинтівка готова до пострілу, натискання на спусковий гачок призводить до руху з'єднувальної планки вперед до отвору магазина, рух з'єднувальної планки звільняє шептало від утримання ударника, який здійснює удар по капсулю набою. (Як і у гвинтівок буллпап, які також відокремлюють спусковий гачок від ударно-спускового механізму, повідомлялося, що T1 страждає від відносно поганого відчуття натискання на спусковий гачок; принаймні під час однієї серії випробувань зламалася з’єднувальна планка). При роботі автоматики затворний блок одразу перекриває лінію прицілювання (Армійські стрільці, які випробували цієї гвинтівки, мабуть, швидко звикли до цього ефекту, але у звітах про випробування були негативні коментарі щодо того, що кривошип ударявся об край каски Броді, яка тоді була стандартною в армії США, а також пошкоджував поля фетрових капелюхів, які були частиною польової форми).
5. Після заряджання, пострілу і екстракції останнього набою, фінальний рух штока магазина призводив до ввімкнення пристрою утримання затвора, який перехоплював і утримував затворний блок у відкритій позиції, порожня обойма викидалася вперед. Затворний механізм можна було закрити натисканням на утримувач та злегка потягнувши назад руків'я керування. (T1 і Cal .276 Garand мали тенденцію утримувати затвор відкритим і викидати обойми, поки в магазині залишався один набій).

Базове розбирання гвинтівки T1 у польових умовах було простим: коли гвинтівка не заряджена і механізм залишається відкритим, натискання на шпильку на нижній стороні кривошипу блокує зворотну пружину затвора.  Потім головку затвора можна було спрямовувати вгору і назовні через похилі напрямні в ствольній коробці, а потім кривошип можна звільнити від шарнірного штифта, що дозволяло зняти весь затвор як єдине ціле. Потім можна було демонтувати корпус магазина, натискаючи на нього вперед доти, поки передня утримуюча кромка не вийде з паза в передній частині ствольної коробки, в яку він зазвичай упирався, а потім повернувши корпус вниз вийняти його. Потім всю групу спускового гачка і механізму подачі можна вийняти шляхом натискання на пружний поперечний болт в задній частині спускової скоби трохи нижче прикладу, потім можна звільнити весь вузол потягнувши вниз і назад, щоб відокремити його від ствольної коробки та прикладу. В загальних рисах процес розбірки в польових умовах схожий на розбірку карабіна СКС. Ложа та ствольна коробка зазвичай не відокремлюються як у гвинтівок, таких як німецька Модель 98 Mauser або Модель 1903 Springfield.

## Серійні номери (гвинтівки США)
Наведена нижче таблиця базується на інформації, отриманій з наступного веб-сайту: . Більшість записів про гвинтівки Педерсена та інші гвинтівки того періоду давно втрачено. Ті записи, які змогли знайти дослідники на цьому веб-сайті, в основному відносяться до останнього періоду конкурсних випробувань у 1931 році.
SA = Springfield Armory.
1. 2/11/31 SA
2. Карабін 2/11/31 SA
3. 2/11/31 SA; 4/11/31 SA у форт Беннінг
4. Карабін 2/11/31 SA; 4/11/31 SA у форт Райлі
5. 2/11/31 SA; 4/11/31 SA у форт Беннінг
6. 2/11/31 SA
7. Карабін 2/11/31 SA; 4/11/31 SA у форт Райлі
8. 2/11/31 SA (дефектні); 4/11/31 SA (ремонтуються)
9. 2/11/31 SA (дефектні); 4/11/31 SA (ремонтуються)
10. 9/28/31 в артилерійсько-технічному офісі
11. 8/30/27 SA у форт Беннінг
12. 2/11/31 SA; 4/11/31 SA у форт Беннінг
13. 2/11/31 SA; 4/11/31 SA м
14. 8/30/27 SA у форт Райлі; 4/11/31 SA у форт Беннінг
15. 2/11/31 SA; 4/11/31 SA у форт Беннінг
16. 2/11/31 SA; 4/11/31 SA у форт Беннінг
17. Карабін 2/11/31 SA; 4/11/31 SA у форт Райлі
18. 2/11/31 SA; 4/11/31 SA у форт Райлі
19. 2/11/31 додатковий приймач
20. 2/11/31 продано Дж. Д. Педерсену

З інформації в цій таблиці можна ідентифікувати чотири з п'яти карабінів і 16 з 20 гвинтівок. Серійний номер 22, можливо, було присвоєно ствольній коробці, яка насправді не використовувалася для створення повної гвинтівки, це вказує на те, що було збудовано лише 19 із 20 дозволених гвинтівок.